# Князев, Михаил Тихонович
Михаи́л Ти́хонович Кня́зев (1906—1981) — полковник Советской Армии, участник Великой Отечественной войны, Герой Советского Союза (1945).

## Биография
Михаил Князев родился 15 сентября 1906 года в селе Верхненикольское (ныне — Хохольский район Воронежской области). Получил неполное среднее образование, после чего работал по найму. В сентябре 1928 года Князев был призван на службу в Рабоче-крестьянскую Красную Армию. В 1933 году он окончил Омскую военную пехотную школу. Участвовал в советско-финской войне. С июня 1941 года — на фронтах Великой Отечественной войны. Принимал участие в боях на Северо-Западном, Ленинградском, 3-м и 2-м Прибалтийском, 1-м Белорусском фронтах. К апрелю 1945 года гвардии полковник Михаил Князев командовал 68-м гвардейским стрелковым полком 23-й гвардейской стрелковой дивизии 3-й ударной армии 1-го Белорусского фронта. Отличился во время боёв в Германии.
16 апреля 1945 года в районе населённого пункта Кинитц (нем. Kienitz) в 15 километрах к северу от Зеелова Князев успешно организовал прорыв своим полком немецкой обороны. Во время боёв полк уничтожил около 3000 солдат и офицеров противника, взял в плен ещё около 300, захватил большие военные трофеи.
Указом Президиума Верховного Совета СССР от 31 мая 1945 года за «умелое командование полком, мужество и героизм, проявленные при взятии Берлина» полковник Михаил Князев был удостоен высокого звания Героя Советского Союза с вручением ордена Ленина и медали «Золотая Звезда» за номером 6738.
После окончания войны Князев продолжил службу в Советской Армии. В 1949 году он окончил курсы «Выстрел». В 1955 году в звании гвардии полковника Князев был уволен в запас. Проживал и работал в Воронеже. Умер 13 июня 1981 года, похоронен на Юго-Западном кладбище Воронежа.
Был награждён двумя орденами Ленина, тремя орденами Красного Знамени, орденами Кутузова 3-й степени, Александра Невского, Отечественной войны 2-й степени, Красной Звезды, рядом медалей.